# Scombrops oculatus
Scombrops oculatus is een straalvinnige vissensoort uit de familie van gnoomvissen (Scombropidae). De wetenschappelijke naam van de soort werd voor het eerst geldig gepubliceerd in 1860 door Poey.